# 盛可藩
盛可藩（16世紀—17世紀），字屏之，南直隸安慶府桐城縣人，明朝政治人物。

## 生平
盛可藩天性仁孝，愛慕父母，族人都依賴他生活，是萬曆三十七年（1609年）己酉科應天鄉試舉人，授龍泉教諭，對待諸生如子弟一樣，上級認為他賢能，讓他代理縣事，三個月內教化人民、改變風俗，又捐款賑濟貧士，給米存活獄囚，士民感激他，為他立生祠；陞南京國子監學正，轉任戶部司務，戶部尚書欣賞其能力，奏陞戶部主事督運通州，到任後禁革地方陋規，再督昌密二鎮邊糧，完事後因病去世，兒子上林苑監丞盛邦孚上疏請卹，朝廷追贈光祿寺少卿，著有《劍川雜著》、《甌栝唫》。

## 引用
1. 1 2  民國《桐城續修縣志·卷十二·人物志》：盛可藩，字屏之，光祿卿世承少子，萬曆間舉人，崇禎初授龍泉教諭，轉戶部司務，大司農嘉其才守，奏擢督運通州，禁革陋規，期公事克濟，已而又督昌密二鎮邊糧，如期報完以瘁成疾卒於任，子上林苑監署丞邦孚上疏請卹，贈光祿寺少卿，給路費馳驛吏予葬。可藩天性仁孝，終身如孺慕親知，族黨賴以舉火者甚眾，有詩文若干卷行世。
2. ↑  民國《桐城續修縣志·卷七·選舉表》：明……萬曆己酉（舉人）……盛可藩 戶部主事，贈光祿寺少卿
3. ↑  同治《（浙江）龍泉縣志·卷八·政績志》：盛可藩，桐城人，學問淹博，以乙榜署教諭，待諸生若子弟，當道以賢能委攝邑符，三月化行俗美，捐鏹以賑貧士，給米以活獄囚，士民感激共剏生祠于學宮之右，擢南雍學正，著作甚富，在龍有《劍川雜著》、《甌栝唫》。